# Holiday (filme de 2018)
Holiday é um filme de drama de produção internacional entre Dinamarca, Países Baixos e Suécia de 2018 dirigido e escrito por Isabella Eklöf, produzido por David B. Sørensen. Estrelado por Victoria Carmen Sonne, estreou no Festival Sundance de Cinema em 21 de janeiro de 2018. O filme ganhou quatro prêmios Bodil, incluindo Melhor Filme Dinamarquês.

## Sinopse
Michael é um traficante de drogas que leva seus amigos, incluindo a namorada mais nova Sascha, de férias para Bodrum, na Riviera Turca. Lá, eles se engajam em atividades como banho de sol e curtir o parque aquático. Ao visitar uma sorveteria, Sascha conhece dois holandeses, Frederik e Thomas, e fala com eles informalmente. Sascha e suas amigas vão jantar a um restaurante, ela avista os holandeses novamente e fala com eles. Ela conhece Thomas uma noite e compartilha drogas com ele. Quando um de seus homens, Musse, aparece na casa, Michael o espanca violentamente, temendo que a polícia pudesse ter seguido Musse até ele. Ainda furioso, ele estupra Sascha, um ataque que é testemunhado por uma parte desconhecida na casa, que não faz nada para intervir. Michael percebe que os negócios com drogas têm sido um sucesso e recompensa Musse generosamente.
Sozinha, Sascha visita o porto próximo, onde vê a bandeira holandesa em um dos barcos e percebe que deve ser Thomas. Ela se junta aos dois holandeses no barco para tomar um drinque quando Michael se depara com eles. Com ciúmes, Michael se apresenta como o patrão de Sascha e embarca no barco para se juntar ao pequeno grupo. Thomas fala sobre como ele saiu de sua casa para ir para o barco e como isso ajudou sua "alma"; Michael está cético em relação a essa história e sugere que Thomas está procurando sexo. Quando Michael e Sascha voltam para casa, Michael a interroga sobre como ela conhece Thomas e quantas vezes eles se encontraram. Na casa, Michael encontra Thomas na lista de contatos do telefone de Sascha e liga para ele, convidando-o para comer bifes com o pretexto de que Michael deseja consultar Thomas sobre a compra de um barco. Os três jantam e vão para a casa, onde Michael questiona Thomas sobre seu interesse sexual por Sascha. Quando Thomas indica que não tem nenhum, Michael diz que é melhor e o manda sair de casa, sob ameaça de perigo.
Sascha visita o barco de Thomas mais uma vez, com hematomas no pescoço. Thomas percebe que Michael é abusivo, mas acidentalmente cai em seu barco. Irritado, ele diz que ela e seus amigos estarão todos mortos ou na prisão em alguns anos e ele não a levará embora em seu barco. Durante o discurso de Thomas, Sascha pega uma jarra de vidro e atinge Thomas na cabeça com ela, matando-o. Ela então joga a jarra no mar. Ela passa pela estação de polícia turca, mas se sente incapaz de se comunicar com eles e vai embora. No dia seguinte, na entrada do pontão onde o barco está atracado, está Sacha. Enquanto isso, no fundo, dois dos homens de Michael estão removendo itens do barco de Michael em bolsas pretas. Sascha intercepta o amigo de Thomas e mente sobre ser levantada por Thomas, dizendo que está esperando por ele há duas horas. Eles vão embora juntos. Na cena final, Sascha está aparentemente feliz em um barco de luxo com Michael e amigos, como se nada tivesse acontecido.

## Elenco
- Victoria Carmen Sonne : Sascha
- Lai Yde : Michael
- Thijs Römer : Tomas
- Yuval Segal : Bobby
- Bo Brønnum : Bo
- Adam Ild Rohweder : Musse
- Morten Hemmingsen : Jens
- Mill Jober : Maria
- Laura Kjær : Tanja
- Stanislav Sevcik : Karsten
- Saxe Rankenberg Frey : Emil
- Michiel de Jong : Frederik
- Barbara Lervig
- Lewis Oliver James Wallace
- Mathias Bengtsson : garoto sueco

## Recepção

### Resposta crítica
No Rotten Tomatoes, o filme tem uma taxa de aprovação de 80% com base em avaliações de 35 críticos.

### Premiações
| Prêmio         | Data da cerimônia  | Categoria                    | Destinatários         | Resultado | Ref.  |
| -------------- | ------------------ | ---------------------------- | --------------------- | --------- | ----- |
| Bodil Awards   | 2 de março de 2019 | Melhor Filme Dinamarquês     |                       | Venceu    | [ 5 ] |
| Bodil Awards   | 2 de março de 2019 | Melhor Atriz                 | Victoria Carmen Sonne | Venceu    | [ 5 ] |
| Bodil Awards   | 2 de março de 2019 | Melhor Ator Coadjuvante      | Lai Yde Holgaard      | Venceu    | [ 5 ] |
| Bodil Awards   | 2 de março de 2019 | Melhor Cinematografia        | Nadim Carlsen         | Venceu    | [ 5 ] |
| Fantastic Fest | setembro de 2018   | Melhor Filme da Próxima Onda | Isabella Eklöf        | Venceu    | [ 6 ] |
| Fantastic Fest | setembro de 2018   | Melhor Diretor               | Isabella Eklöf        | Venceu    | [ 6 ] |